# Bruja (álbum)
Bruja es el quinto álbum de estudio de la cantante de hip hop Mala Rodríguez. Este ha sido uno de los álbumes más influyentes y más preparados de la cantante[cita requerida], debido al trabajo logrado durante poco más de tres años en la elaboración del álbum, y la colaboración recibida por artistas y productores influyentes en la escena.

## Producción
El diseño de la carátula, corre a cargo del artista Okuda. El álbum, fue grabado por Juan Carlos Santos en Koryland y The Room, Barcelona. Ingeniero de mezcla: Mattcoremack (Mathieu Calvez). Ingeniero de mastering: Chris Gehringer (Sterling Sound NY). Estudio de mezcla y mastering: Studio 160, Clermont-Ferrand.

## Contenido
Mala Rodríguez suena mal humorada en los temas de adelanto de su quinto disco, Bruja. Un “¡Qué mierda eres!” abre "33" (su edad cuando la escribió), donde ninguna palabra logra resonar como “puta”, aunque gran parte de la letra se queda cerca, como ese “¿dónde está la paz, que me la como?” o ese “aquí se suda mucho y se cobra poco / aquí se habla fuerte, aquí cuento poco”, por no hablar de esas náuseas insertadas a mitad de la canción.
Las composiciones de La Mala, vuelven a sonar atolondradas e impulsivas, pero eso en este caso implica dos cosas buenas: por un lado, sus discos siguen pareciendo honestos y espontáneos como el primer día, y por otro, es fácil comulgar con ella en estos tiempos convulsos en los que el sistema nos tiene tan hasta los mismísimos que ya no sabemos ni por dónde empezar a protestar: las ideas se nos agolpan en la cabeza, desordenadas e impacientes por encontrar una razón que explique cómo hemos llegado hasta aquí y una solución para salir adelante. Ni los políticos ni la pastillas del día después ni el zumo concentrado se libran de sus disparos, pero ella no es una hija del 15-M. Nos llevaba tiempo hablando de las desigualdades. “Tenemos exactamente lo que nos hemos buscado”, canta en "Caja de madera". “Por ella nadie apostaba, su futuro se nublaba”, cantaba en ‘La niña’.
Las inquietudes que encierra ‘Bruja’ encuentran su vía de expresión a través de una sabia reivindicación del UK Garage, el reggae o el hip-hop. ‘Esclavos’ abre el disco con un piano y un ritmo tremebundos, en la línea de los primeros Streets, mientras el eslogan “Sólo los esclavos saben lo que vale un día de su vida” se repite. El bajo y los scratches de ‘Cuando tú me apagas’ dan una gravedad tamaño DJ Shadow a la canción que, aunque no sea uno de los temas más políticos (todo lo “no político” que puede ser un tema que contiene la frase “tú me excitas con inteligencia sin cadenas de oro ni ninguna dependencia”), la hace estar en sintonía con los tres temas que han sonado antes, como ‘Caja de madera’; y con otros que resuelven la segunda parte del álbum, como el jamaicano y colorido ‘Quien manda’ o ‘La rata‘, muy diferente a James Blake pero que nos hace entender, por su estructura, por qué La Mala adora al compositor británico.
Uno de los aciertos de ‘Bruja’ es lo bien integradas que están las canciones más políticas con las más personales. En ‘La rata’, aquella que conocíamos por su ruidoso “el presidente cabrón está ahí porque lo votamos”, oímos también un amenazante “No voy a llorar porque así no se consigue na’” que suena tristísimo, desesperado. Y la verdad es que el álbum contiene a su vez algunas de las baladas más bonitas de la carrera de Mala Rodríguez. Es el caso de ‘Lluvia’, nada cursi a pesar del chaparrón excesivo final (emocionante el estribillo “nada puede ser tan malo como eso que hicimos y nunca recordamos, como eso que nos hicieron y nunca perdonamos”); y sobre todo de ‘Miedo a volar’, producida por Jota Mayúscula, que no puede resultar más vulnerable contando una historia de amor que no cuajó pero estuvo a punto y consigue captar completamente la atención durante tres minutos, no sólo gracias a su clarinete. Se trata de un tema cargado de doble sentido (¿es “volar” despegar o una invitación al suicidio?), lleno de imágenes secas como “muchas noches me costaba dormirme, teniéndolo al lado, pensando si seguir”, “él tampoco sabía que no me llamaría”, “la manera en que tú me miras me convierte, si no era creyente, ya me puedes bautizar”, “aunque murieran atropellados esos pájaros, un día batieron sus alas”, “mirando tu nuca, no me pude concentrar” o “todo tiene un final como la monarquía”. En medio y sirviendo de nexo, ‘Caliente’, donde una melodía frágil inspirada en el adagio del Concierto de Aranjuez se encuentra con la agresiva participación del francés Sefyu.
‘Bruja’ ha contado con productores diversos como Djimi Finger, Clément Animalsons, Serious Scorrious, Lex Nevl, Cookin Soul o DJ Randy Ruiz, pero a pesar de las diferencias estilísticas entre unos cortes y otros, no se percibe problema de cohesión alguno porque todos sabemos muy bien quién manda aquí. El quinto es otro disco excelente de La Mala, con una secuencia de canciones con poco lugar para el relleno (ha quedado fuera algún avance como ‘Mi Tó‘), moviéndose entre la pasión descontrolada y la contención. El mejor exponente sería el extraño “fade-out” de ’33′, que invita al modo “on repeat”.

## Lista de canciones
| N.º   | Título                     | Producción                                                 | Duración |  |
| 1.    | «Esclavos»                 | por DJ Randy Ruiz                                          | 3:43     |  |
| 2.    | «Caja de Madera»           | por Djimi Finger                                           | 2:54     |  |
| 3.    | «33»                       | por Jota Mayúscula                                         | 2:29     |  |
| 4.    | «Cuando tu me apagas»      | por Cookin Soul                                            | 3:10     |  |
| 5.    | «Caliente (con Sefyu)»     | por Djimi Finger                                           | 4:46     |  |
| 6.    | «Hazme eso»                | por Lex Nevl                                               | 3:19     |  |
| 7.    | «Lluvia»                   | por Djimi Finger                                           | 3:21     |  |
| 8.    | «Dorothy»                  | por Lex Nevl, piano eléctrico y guitarra por Miguel Zamora | 3:33     |  |
| 9.    | «La Rata»                  | por Serious Scorrious                                      | 2:08     |  |
| 10.   | «Quien Manda»              | por Clement Animalsons                                     | 2:47     |  |
| 11.   | «Miedo a Volar»            | por Jota Mayúscula                                         | 3:31     |  |
| 12.   | «Ella con ( Canserbero)»   | por Djimi Finger                                           | 3:59     |  |
| 13.   | «Quién Manda (con Shotta)» |                                                            | 3:31     |  |
| 43:24 |                            |                                                            |          |  |

## Sencillos
- 33
- Quien Manda[4]
- La Rata
- Caja de Madera
- Lluvia

## Críticas del álbum
Así lo presentan desde su compañía: "Las inquietudes que encierra 'Bruja' encuentran su vía de expresión a través de una sabia reivindicación del UK Garage, el reggae o el hip-hop. Uno de los aciertos de 'Bruja' es lo bien integradas que están las canciones más políticas con las más personales. El quinto es otro disco excelente de Mala, moviéndose entre la pasión descontrolada y la contención. El mejor exponente sería el extraño 'fade-out' de '33', que invita al modo 'on repeat'".
Tomás Fernando Flores: "Bruja es el quinto disco en su biografía. Se ha tomado tres años desde su anterior Dirty Bailarina. El resultado es una vibrante colección de canciones con productores distintos y perspectivas múltiples de su talento. Un álbum que empieza con el desparpajo histriónico y existencialista de Esclavos y llega la infecciosa melodía de Hazme eso. Canciones sobre actitudes sentimentales, como Miedo a volar, o crónicas personales como Quien manda. Canciones con tempos medios, con aromas tropicales, con inteligente flow, con ritmos sugestivos. Un disco edificado libre, con grandes temas como Lluvia o duetos sabiamente adornados como Caliente. Un disco con canciones que, a veces, se desvanecen al final como dejándonos pendientes de más. Mala ha vuelto. Por fin. En estado puro".